# Estação Ferroviária de Pegões
A Estação Ferroviária de Pegões (nome por vezes incorretamente grafado como "Pégões" ou mesmo "Pêgões"), é uma interface da Linha do Alentejo, que serve a localidade de Pegões, no concelho do Montijo, em Portugal.

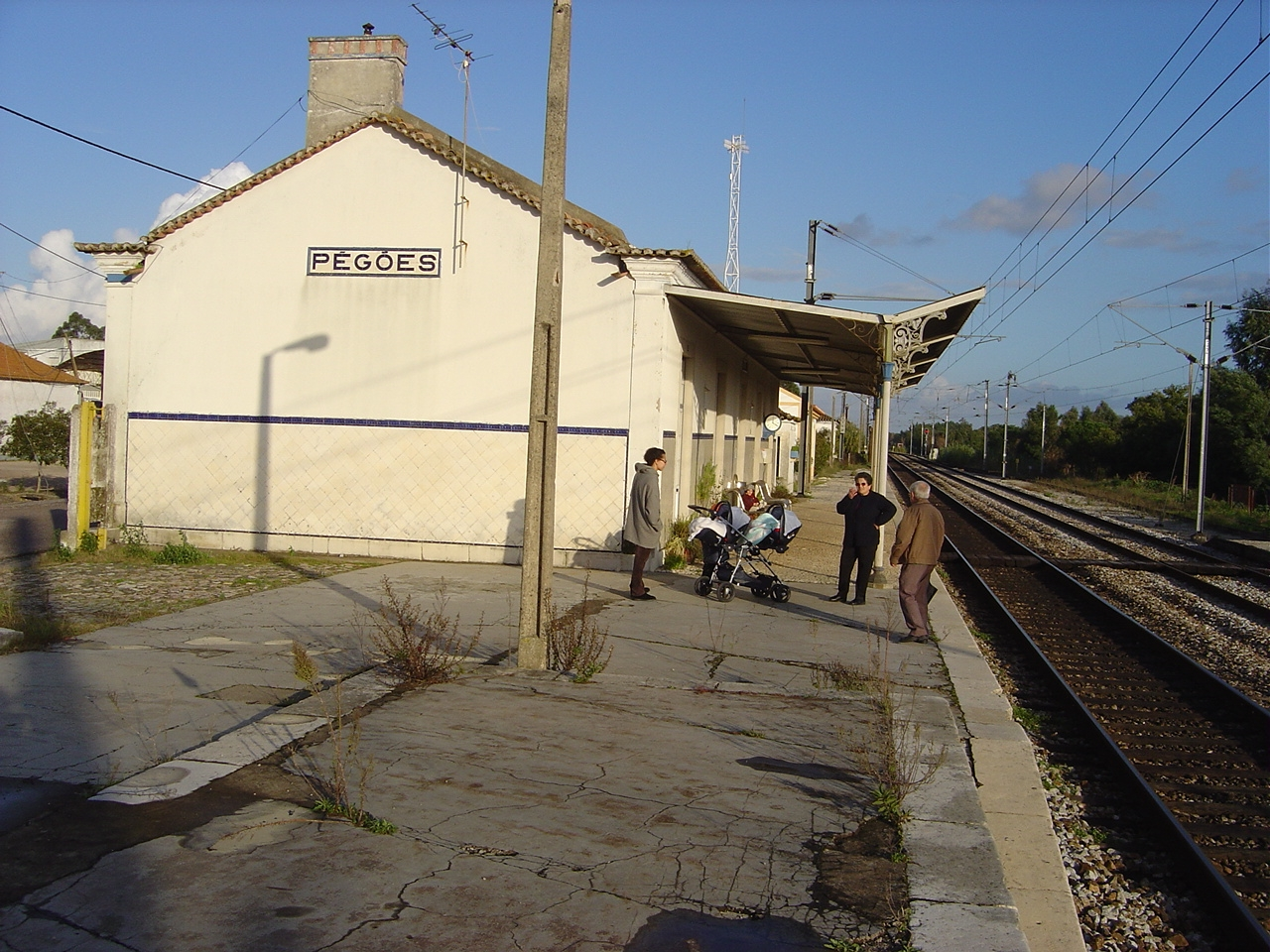
Aspeto da gare de Pegões, em 2003.

## Descrição

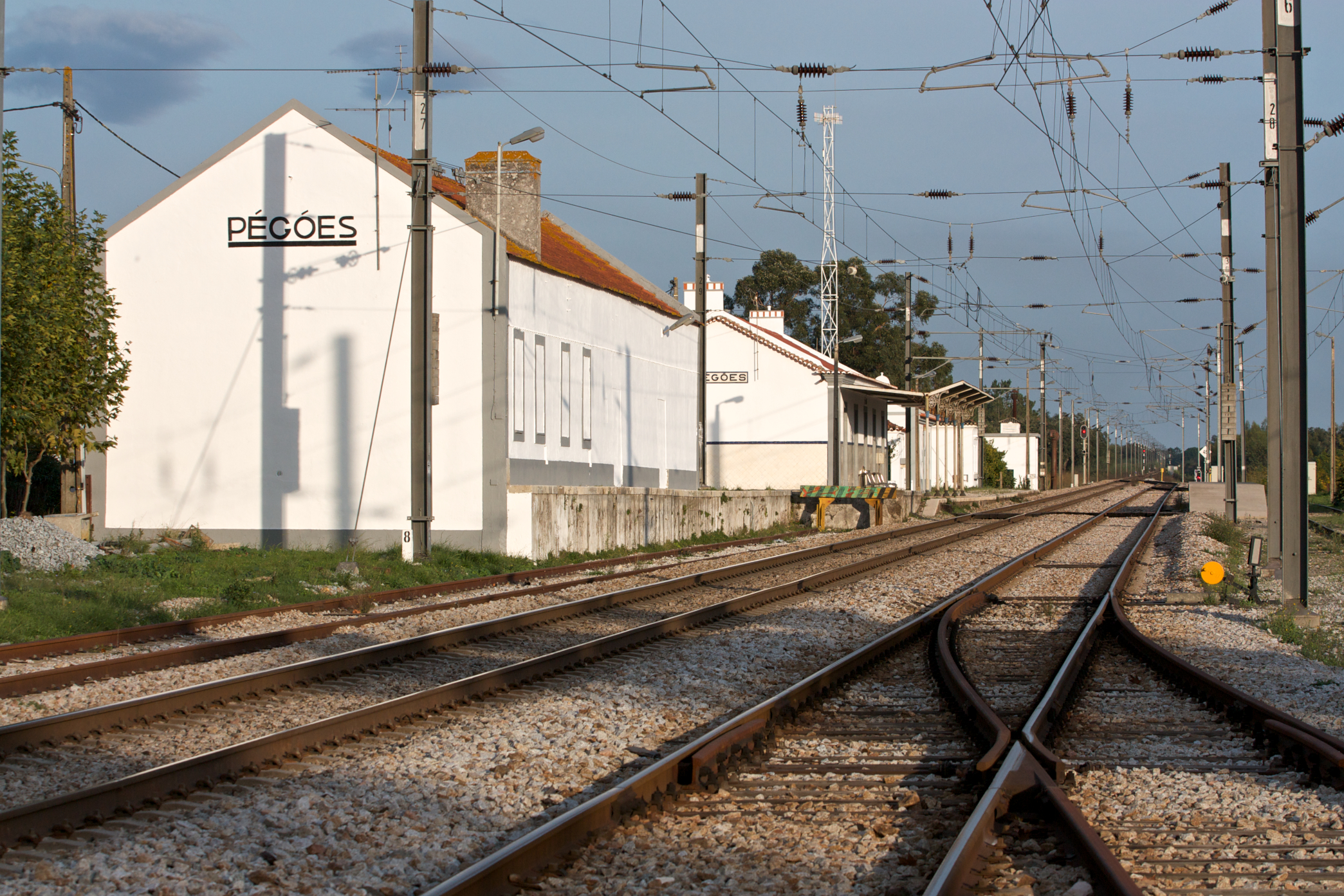
Vista geral da estação de Pegões, em 2009.

### Localização e acessos
Esta interface situa-se na localidade de Pegões-Gare, no seu Largo José Ribeiro Santana, (também chamado Largo da Estação) à Avenida 25 de Abril, no limite do concelho do Montijo, situando-se parte das instalações ferroviárias no vizinho concelho de Palmela.

A Carris Metropolitana opera, desde 2022, três carreiras de autocarro, ligando a estação outros destinos na Península de Setúbal; as respetivas paragens situam-se no centro da localidade.

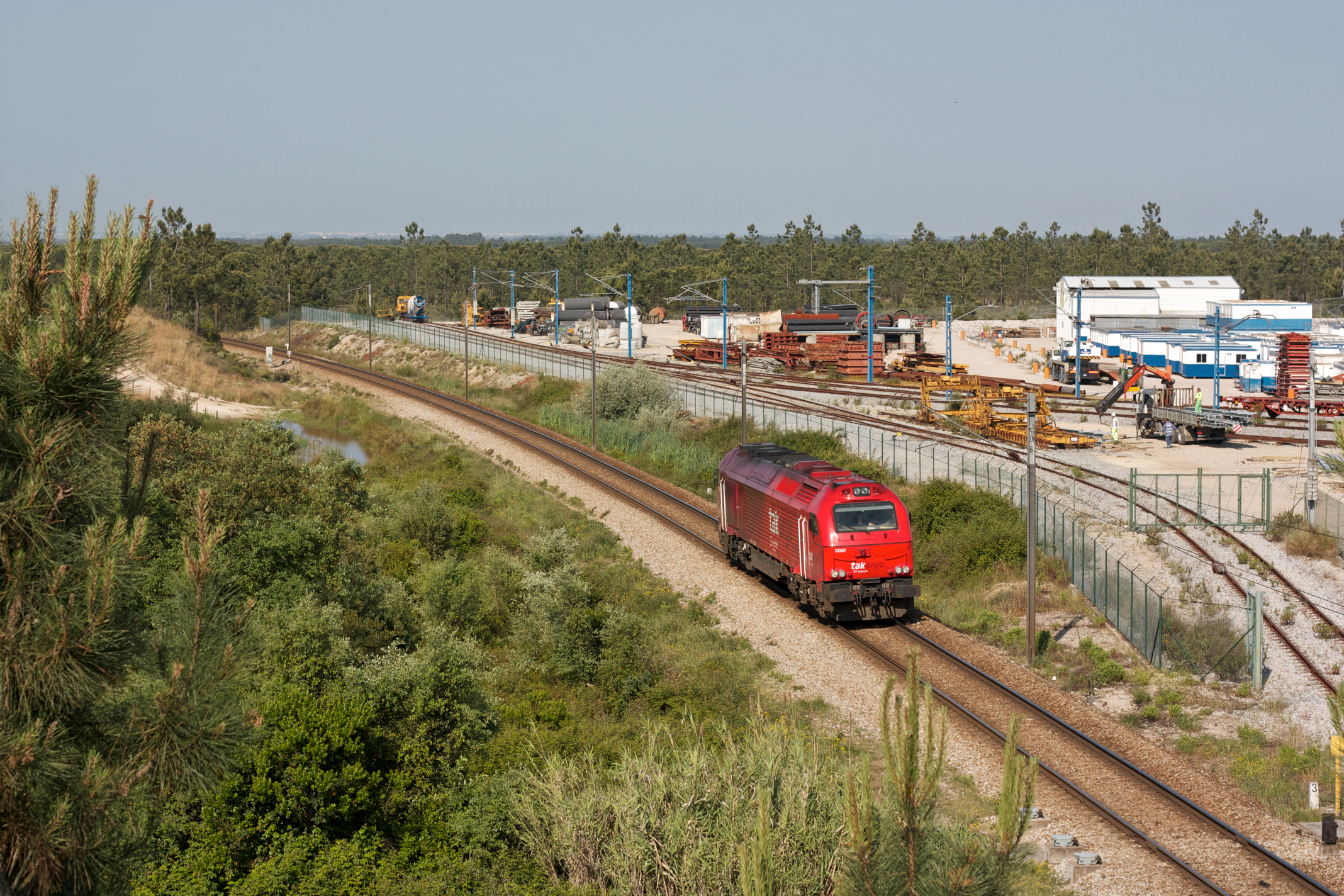
Instalações da Neopul, anexas à estação de Pegões, em 2011.

### Infraestrutura
O edifício de passageiros situa-se do lado norte da via (lado esquerdo do sentido ascendente, para Funcheira). Em Janeiro de 2011, dispunha de duas vias de circulação, com 653 e 523 m de comprimento; uma plataforma tinha 98 m de extensão e 25 cm de altura, e a outra 26 m de comprimento e 90 cm de altura (em 2022 estes valores, extensão das vias de circulação I e II, haviam sido ajustados para 659 e 530 m); existem ainda duas vias secundárias, identificadas como III e IV, com comprimentos de 245 e 235 m, que estão eletrificadas apenas nos primeiros 25 m — esta configuração tem tipologia «Linhas de Carga/Desc. DPF».
Nesta estação, ao PK 41+376, insere-se na rede ferroviária o ramal particular Pegões-Neopul, classificado como Ramal de Estação.

Situa-se junto a esta estação a substação de tração de Pegões, contratada à C.P., que assegura aqui a eletrificação de partes da Linha do Sul e da Linha do Alentejo, de toda e Linha de Évora extante, e ainda de toda a Concordância do Poceirão e das suas duas concordâncias (Águas de Moura e Agualva), entre as zonas neutras de Canha, Lagoa da Palha, Mourisca-Sado, Marateca, e o término do troço eletrificado, em Évora; complementarmente existe também a zona neutra de Pegões que divide em duas partes, isolando-as, o referido troço da rede alimentado por esta subestação.

### Serviços
Em dados de 2023, esta interface é servida por comboios de passageiros da C.P. de tipo intercidades, com uma circulação diária em cada sentido, entre Lisboa-Oriente e Évora; este serviço diminuto verifica-se desde pelo menos 2018.

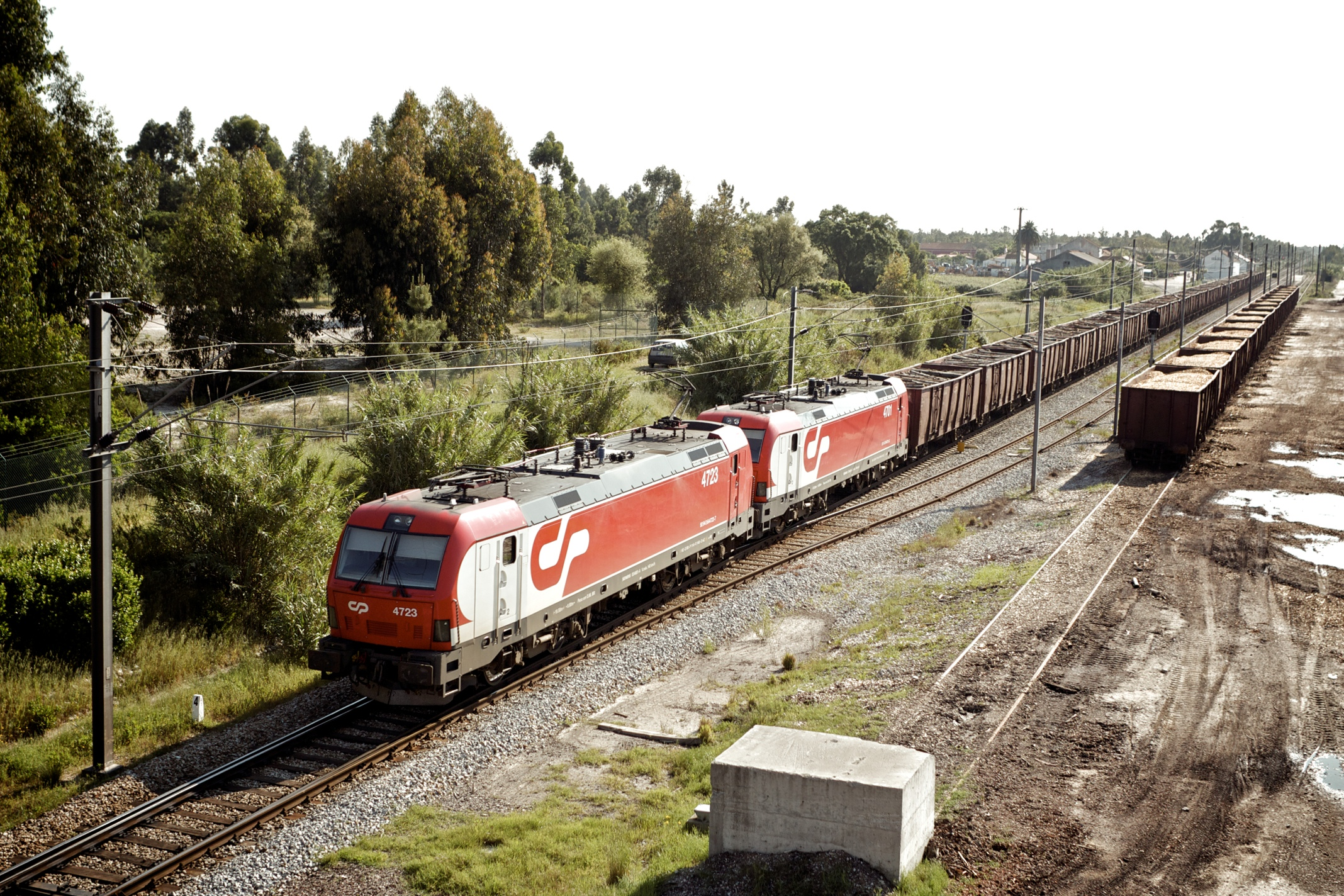
Comboio de mercadorias a passar pela estação de Pegões, em 2011.

## História
Esta interface insere-se no lanço entre as estações de Barreiro e Bombel, que entrou ao serviço no dia 15 de Junho de 1857.
Em 1913, a estação estava ligada a Canha por um serviço de diligências.
Em 1927, a Rede do Sul e Sueste foi arrendada à Companhia dos Caminhos de Ferro Portugueses, que iniciou um esforço de remodelação das vias férreas e das estações. A estação de Pegões foi uma das contempladas neste programa, tendo o edifício de passageiros sido alvo de obras de reparação em 1933 e 1934.

Num edital publicado no Diário do Governo n.º 31, III Série, de 7 de Fevereiro de 1955, a Companhia dos Caminhos de Ferro Portugueses anunciou que tinha pedido licença para estabelecer uma carreira de autocarros entre Évora e a Estação do Barreiro, servindo Pegões e outras localidades ao longo do percurso.